# Jaroslav Walter
Jaroslav Walter (Sobědraž, 6 gennaio 1939 – Bratislava, 20 giugno 2014) è stato un hockeista su ghiaccio cecoslovacco, dal 1992 ceco.

## Palmarès

### Olimpiadi invernali
- 1 medaglia:
  - 1 bronzo (Innsbruck 1964)